# Gestern waren wir noch Kinder
Gestern waren wir noch Kinder ist eine Fernsehserie des ZDF aus dem Jahr 2022. Im Mittelpunkt steht die fiktive Familiengeschichte des Anwalts Peter Klettmann (Torben Liebrecht), der seine Frau Anna (Maria Simon) an ihrem 44. Geburtstag ermordet. Er gesteht, doch die Gründe für die Tat bleiben dem Zuschauer vorerst ein Rätsel.
Die Handlung verläuft auf zwei Zeitebenen. Nach dem Mord versucht die älteste Tochter Vivi (Julia Beautx) mit Unterstützung des jungen Polizisten Tim (Julius Nitschkoff) herauszufinden, warum ihr Vater ihre Mutter umgebracht hat. In Rückblicken wird das Leben von Peter Klettmann beleuchtet. Man erfährt, dass er durch Liebeskummer geplagt einen tödlichen Unfall verursacht hatte. Das Geschehen und seine Folgen holen Peter in seinem aktuellen Leben ein. Am Ende begeht er eine weitere wieder von Selbstmitleid motivierte Tat und die Familie zerbricht an seiner Schuld.

## Inhalt

### Episode 1
Familie Klettmann lebt in einem ruhigen Münchener Vorort und wirkt nach außen hin sehr harmonisch. Vater Peter hat die gut laufende Anwaltskanzlei seines Vaters übernommen und seine Frau Anna, die er seit der gemeinsamen Schulzeit kennt, kümmert sich um die Kinder Vivian (genannt Vivi) und Danny, die das private Friedhelm Moll Gymnasium besuchen, sowie um die kleine Emmi.
Mutter Anna feiert ihren 44. Geburtstag. Der Tag beginnt mit einem großen Familienfrühstück. Während Peter zur Arbeit fährt und dabei Vivi und Danny zur Schule bringt, bleibt Anna zunächst zuhause, um Emmi später in ihre Grundschule zu bringen.
Auf dem Weg zur Schule lästert Vivi über ihre Mitschülerin Dilara Miller (Mathilda Smidt) und deren „unpassende“ Familie. Nachdem Peter die Kinder abgesetzt hat, steigt auf der weiteren Fahrt ausgerechnet die zuvor besagte Dilara zu Peter ins Auto.
Vivi muss an diesem Tag mit ihrer Freundin Hannah im Sportunterricht einen Outdoor-Lauf auf dem Gelände rund um die Schule absolvieren. Um den Strapazen aus dem Weg zu gehen, täuscht Vivi eine Verletzung vor, und gemeinsam versuchen sie, auf einer nahegelegenen Straße ein Auto anzuhalten, um damit zur Schule zurückzukehren. Sie werden schließlich von einem jungen Polizisten namens Tim im Streifenwagen mitgenommen und zur Schule zurückgebracht.
Im Laufe des Vormittags spitzen sich die Ereignisse plötzlich zu: Nach einem lauten Schrei liegt Anna erstochen in der Küche. Peter ruft selbst die Polizei und gesteht noch am Telefon die Tat. Er wird festgenommen und in Untersuchungshaft genommen. Tim, der inzwischen am Tatort eingetroffen ist, behauptet gegenüber seinem älteren Partner Mike, die Sterbende hätte ihm ins Ohr geflüstert, er möge auf ihre Kinder aufpassen. Mike rät Tim aber eindringlich, Job und Privates zu trennen.
Während Peters Motiv für alle rätselhaft bleibt, muss die älteste Tochter Vivi irgendwie mit dem Schock umgehen und fühlt sich verantwortlich für ihre Geschwister. Hilfe findet sie durch die am Tatort anwesende Lauren Ott von der Krisenintervention.

### Episode 2
Am Tag nach der Tat nimmt Tim Kontakt zu Vivi auf. Aufgrund seiner direkten Anwesenheit am Tatort scheint er sich den Kindern der Familie verpflichtet zu fühlen. Er unterstützt Vivi bei ihrer Suche nach den Motiven für die Tat ihres Vaters und bei den nun notwendigen organisatorischen Angelegenheiten. Da nur Vivi volljährig ist, werden Daniel und Emmi in Pflegefamilien untergebracht. Vivi versucht, das Sorgerecht zu bekommen, und erhofft sich dabei Unterstützung von der einzigen noch lebenden Verwandten – ihrer Großmutter Heide Klettmann (Karoline Eichhorn). Doch bei einem Besuch im Pflegeheim stellt sich heraus, dass Heide schwer psychisch erkrankt ist.
Die Serie blickt 25 Jahre zurück: Peter steht an derselben Privatschule seiner Kinder mit seinen Freunden kurz vor dem Abitur. Dazu zählt auch seine spätere Frau Anna. Peters heimliche Jugendliebe ist jedoch Annas beste Freundin Luisa, die ihm für den Abiball den ersten Tanz verspricht. Doch dann taucht sie mit einem älteren Mann auf und tanzt begeistert mit diesem. Verletzt betrinkt Peter sich und nimmt Drogen. Er verursacht einen folgenschweren Unfall: Von einem geparkten Lastzug koppelt er den großen Anhänger ab, der dann auf dem abschüssigen Gelände ins Rollen kommt, erst auf einer Landstraße zum Stehen kommt und diese blockiert. Er versucht vergeblich das rollende Fahrzeug zum Halten zu bringen. Ein Auto, in dem eine Mitschülerin, die beste Abiturientin, mit ihrer Familie sitzt, kracht in den Anhänger und geht in Flammen auf. Er verschweigt die Tat und kommt, im Gegensatz zum Halter des LKW, der für den Unfall zur Verantwortung gezogen wird, ungeschoren davon.

### Episode 3
Während Vivi immer mehr Vertrauen zu Tim fasst und schließlich sogar zu ihm zieht, wird deutlich, dass Tim Vivi etwas verschweigt und er Vivis Mutter Anna gekannt hat. Die ermittelnde Kommissarin Lebowski hat herausgefunden, dass Peter Vivis Mitschülerin Dilara Miller die monatlichen Gebühren für die Privatschule bezahlt hat. Die Kommissarin unterstellt Peter eine Affäre mit der Schülerin. Peter schweigt zu den Vorwürfen.
In der Vergangenheit verzweifelt der junge Peter an den Geschehnissen in der Nacht des Abiballs und möchte seinem Leben ein Ende setzen. Doch Anna unterbricht zufällig Peters Selbstmordversuch und schafft es, dass Peter seinen Lebenswillen wiederfindet. Peter und Anna nähern sich in der Folge langsam an und werden schließlich ein Paar.

### Episode 4
Vivi erfährt, dass ihre Geschwister in Pflegefamilien gekommen sind. Sie versucht erfolglos, sich dagegen zu wehren. Tim steht ihr zur Seite.
In der Rückblende erleben Peter und Anna ihre ersten Ehejahre. Peter versucht, nach außen ein geordnetes Familienleben als angehender Anwalt zu führen. Aus Geldnot leben sie unter dem Dach seines verhassten Vaters. Peter und Anna werden Eltern. Doch im Hause Klettmann eskaliert es bald: Die Tauffeier läutet das Ende des gemeinsamen Familienlebens ein. Peters Mutter wird psychisch krank vom Vater in ein Pflegeheim abgeschoben. Als dieser seinem Sohn eine tödliche Krebserkrankung offenbart, fühlt sich der junge Peter zum ersten Mal nicht betroffen, sondern befreit. Er entlädt all seinen aufgestauten Hass und gesteht seine Lebenslüge vor seinem Vater. Dieser nimmt sich daraufhin das Leben.
Es folgen unbeschwerte Jahre für Peter und Anna – bis eines Tages die Familie von Dilara Miller als Klienten in der Kanzlei vorsprechen und ihn seine Vergangenheit einholt.

### Episode 5
Bei einem Besuchstermin im Gefängnis spricht Vivi ihren Vater direkt auf den Mord an. Dieser versucht, seine Tat zu erklären – und muss abbrechen. Vivi will mit dem Mörder ihrer Mutter nichts mehr zu tun haben und verlässt fluchtartig den Besucherraum. Tim und Vivi wachsen nun immer enger zusammen und werden zu einer Schicksalsgemeinschaft: Tim, dessen Mutter spurlos während seiner traumatischen Kindheit verschwand, und Vivi, das faktische Waisenkind. Vivi kann erreichen, ihre kleine Schwester Emmi in ihrer Pflegefamilie zu besuchen.
In der Vergangenheit sieht sich Peter gezwungen, sich den Folgen seiner Tat zu stellen. Dilara Millers Vater war der Fahrer des LKW, den Peter in der Nacht seines Abiballs abgekoppelt hatte. Durch Peters ausbleibendes Geständnis wurde damals Dilaras Vater fälschlicherweise als Unfallverursacher verurteilt. Die Familie braucht dringend Hilfe. Schuldbewusst schmiedet Peter einen hohlen Plan der Wiedergutmachung und besucht den schwer verletzten vermeintlichen Täter im Krankenhaus. Als er Dilara auf dem Drogenstrich entdeckt, verhält er sich wie ein zweiter Vater zu ihr. Um seine Schuld auszugleichen, finanziert er Dilara den Besuch der Privatschule seiner Kinder. Eine verhängnisvolle Beziehung zur Familie nimmt ihren Lauf.

### Episode 6
Im Gefängnis wird Peter von der Kommissarin Lebowski mit einer Affäre seiner Frau konfrontiert. Er will nicht darüber sprechen. Als er nach dem vermissten Smartphone von Anna befragt wird, bestreitet er, etwas damit zu tun zu haben. Parallel bekommt Vivi eine Nachricht, dass Annas Smartphone wieder eingeschaltet wurde, und sie ortet das Gerät. Sie macht sich mit Tim auf den Weg und findet so zur Pflegefamilie ihres jüngeren Bruders. Vivi hofft, auf dem Smartphone das Motiv für den Mord an ihrer Mutter zu finden und endlich Gewissheit darüber zu haben, was an dem verhängnisvollen Tag passiert ist. Tim nimmt aber das Smartphone an sich, vorgeblich um es von seinen Kollegen untersuchen zu lassen.
Im Rückblick erfährt Anna über einen Lehrer, Annas früherer Verehrer Robert, dass Peter heimlich den Schulbesuch von Dilara finanziert. Anna konfrontiert Peter mit der Information, der daraufhin das Geheimnis der Abiturfeier gesteht. Für Anna bricht eine Welt zusammen. Während sie nach Peters Geständnis noch völlig im Schock ist, vergewaltigt Peter sie. Anna sucht nach Halt bei Robert, der den angebotenen Sex jedoch ablehnt, da er in einer Beziehung ist. Bei einer darauf folgenden Polizeikontrolle lernt Anna Tim kennen und beginnt eine leidenschaftliche Affäre mit ihm. Es wird deutlich, dass Tim Anna vor dem Mord kannte und sie nicht erst im Rahmen seines Einsatzes kennengelernt hat, als sie von Peter niedergestochen am Boden lag.

### Episode 7
Die verschiedenen Handlungsstränge laufen zusammen. Kurz vor ihrem Tod versucht Anna die Affäre mit Tim zu beenden. Er hatte ihr kurz zuvor, auf ihr Drängen hin, von einer sexuellen Vorliebe erzählt: Die Reizwäsche seiner Mutter zu tragen. Diese Offenbarung überfordert Anna, die das missversteht und daraufhin abrupt die Affäre beendet. Tim reagiert verzweifelt, kann das nicht akzeptieren und beginnt Anna zu stalken. Er passt Peter ab und verrät Anna. Zuvor hatte Anna Tim in Peters Geheimnis eingeweiht und Peter berichtet in der Rückblende seiner Briefe, dass Tim „ihn in der Hand“ gehabt habe. Der Zuschauer bekommt keinen Einblick in irgendwelche Erpressungsversuche Tims, diese Entwicklung bleibt offen.
Im Gefängnis wird Peter von Luisa besucht, die aus den USA angereist ist. Sie klärt das Geschehen am Abiturball auf: Der ältere Mann, mit dem sie getanzt hat, war ihr Therapeut, dem sie sich nach dem jahrelangen Missbrauch durch ihren Vater anvertraut hatte. Sie habe auf Peter gewartet, der sie einfach hätte ansprechen sollen.
Die Serie zeigt nun die tatsächlichen Abläufe in den Stunden am Morgen vor dem Mord. Bevor Peter an diesem Morgen in die Kanzlei fährt, passt er Dilara ab und eröffnet ihr, den Kontakt zu ihr abzubrechen. Er nimmt ihr das Handy ab, das er ihr geschenkt hatte und wirft es später in einen Fluss. Später am Vormittag erzählt er Anna vom Kontaktabbruch, die jedoch anders als von Peter erwartet reagiert. Sie ist fassungslos darüber, dass er Dilara – kurz vor dem Abitur – wieder von der Privatschule abmelden möchte, und wirft ihm vor, nun auch noch Dilaras Leben zu zerstören. Anna konfrontiert Peter schließlich mit ihrem festen Entschluss, Peter nach den Geburtstagsfeierlichkeiten zu verlassen. Dabei war Peter davon ausgegangen, dass sie ihn trotz seines Geständnisses nicht verlässt. Er erinnert sie an den Sex mit ihr, nach dem Geständnis, der für ihn Geborgenheit bedeutet hatte. Doch Anna konfrontiert ihn damit, es als Vergewaltigung erlebt zu haben und dass sie offenbar nach alldem, was sie nun von ihm weiß, nie wirklich ihn, Peter, sondern immer nur eine Illusion gekannt und geliebt zu haben. An dieser Stelle dreht Peter durch und greift zum Messer.
Peter stellt unterdessen im Gefängnis seinen Brief fertig und es scheint, dass er sich das Leben nimmt. Im Delirium stellt er sich vor, auf der Abifeier zu Luisa gegangen zu sein, mit ihr getanzt und sie geküsst zu haben, bis er die Augen schließt und die Asystolie über das EKG hörbar wird.
In Tims Wohnung sind Vivi, Danny und Emmi (zumindest vorerst) wieder vereint und können sich erstmals wieder als Familie fühlen. Tim kommt später hinzu, der zuvor noch Annas Smartphone zerstört hat, das Vivi ihm zur Wiederherstellung der gelöschten Daten gegeben hatte. Jeglicher Hinweis auf Tims Verbindung zu Anna ist damit gelöscht. Tim behauptet, mit dem Zusammenkommen der Kinder Annas letzten Wunsch erfüllt zu haben. Auch er selbst zählt sich zur Familie.
Doch der Zuschauer erfährt jetzt auch, dass Anna kurz vor ihrem Tod Tim tatsächlich ins Ohr geflüstert hatte, er möge die Finger von ihren Kindern lassen, ansonsten würde sie ihn umbringen.

## Musik
Die Serie ist musikalisch geprägt durch zahlreiche bekannte Songs aus den 80er und beginnenden 90er Jahren. In Episode 3 spielt beim Zusammenkommen von Anna und Peter das Album Songs of Faith and Devotion (1993) von Depeche Mode eine wichtige Rolle, das Anna Peter als CD schenkt. Zu hören sind die ersten beiden Titel I Feel You und Walking in My Shoes. Auf der Abiturfeier in Episode 2 beobachtet Peter Luisa, als diese zum Song Forever Young (1984) von Alphaville tanzt. Gespielt wird dort aber auch Macarena, der Sommerhit des Jahres 1996. In Episode 6 hören Vivi und Tim auf einer Autofahrt im Radio Wuthering Heights (1978) von Kate Bush.

## Ausstrahlung
Gestern waren wir noch Kinder besteht aus sieben Episoden, die zu drei Teilen zusammengefasst im regulären ZDF-Programm am 9., 10. und 11. Januar 2023 (jeweils 20:15 Uhr) zu sehen waren. Den ersten Teil sahen 6,00 Mio. Zuschauer (21,4 % Marktanteil), den zweiten 5,54 Mio. (20,1 %) und den dritten 5,06 Mio. (18,1 %). In der Mediathek steht die Serie bei gleicher Gesamtlänge in sieben Folgen zum Abruf bereit.

## Produktion

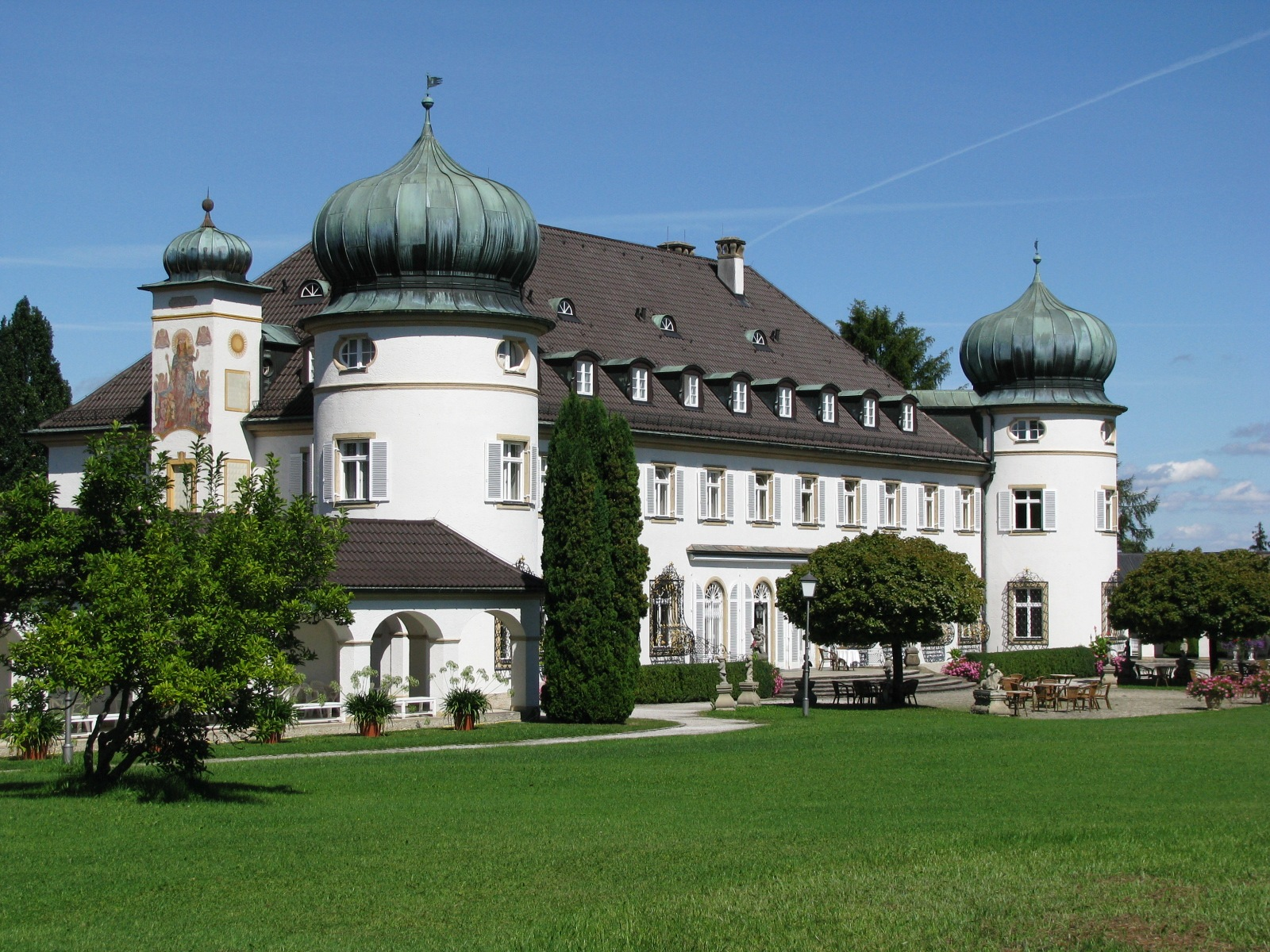
Schloss Höhenried diente als Kulisse für das Friedhelm Moll Gymnasium, das die Kinder der Familie Klettmann besuchen – wie zuvor deren Eltern

Produziert wurde der Mehrteiler von der „Seven Dogs Filmproduktion“. Sie entschied sich nach längerer Suche nach einem Drehort für das private Friedhelm Moll Gymnasium, die sich auf das Gebiet im Umkreis von hundert Kilometern um München erstreckte, unter 35 Schlössern und Gebäuden für Schloss Höhenried. Gedreht wurde dort bei „gutem Sommerwetter“ vom 30. August bis 2. September 2021. Ein weiterer Drehort war das Ufer des Starnberger Sees, dem angeblichen Standort des Privatgymnasiums.

## Rezeption
In der Hörzu urteilte Sven Sakowitz: „[Die Serie] entwickelt einen Sog, dem man sich nicht entziehen kann […]. [D]ieser Mehrteiler lebt von immer neuen Wendungen sowie überraschenden Einblicken in die Lebens- und Seelenwelt seiner Figuren.“
Wolfrums Arbeit mit dem Ensemble sei vorzüglich, zumal die Serie durch diverse Besetzungsüberraschungen erfreue; besonders eindrucksvoll sei ein Gastauftritt von Stephan Grossmann, der einen querschnittsgelähmten Mann ausschließlich mit den Augen spielt, schreibt Tilmann Gangloff auf evangelisch.de.
„Gestern waren wir noch Kinder“ sensibilisiert dafür, dass innerfamiliäre Gewalt keine „Privatsache“, sondern ein echtes Risiko für (schwere) Kriminalität ist. Sie zeigt auf, dass staatliche Strafen allein den Kreislauf der Gewalt nicht durchbrechen können, meint Katharina Reisch im Legal Tribune Online.
Im Spiegel kritisierte Christian Buß, dass das ZDF sich an „glossy Serien“ nach US-Vorbild versuche, das Versprechen aber nur bedingt einlöse. Das Spiel und die Inszenierung hielten mit der anspruchsvollen Dramaturgie nicht immer mit: „Tukur wirkt als Großvater und Quell aller Grausamkeiten ungewohnt eindimensional, Beautx kann als herzensgute Abiturientin den gewaltigen tragischen Bogen nicht gespannt halten.“
Es verdiene Bewunderung, wie die Drehbuchautorin Natalie Scharf die mitunter rasch wechselnden Zeitebenen miteinander verknüpfe und kleinsten Details große Bedeutung zumesse, die sich erst sehr viel später offenbare, schrieb Harald Keller in der Frankfurter Rundschau. Er schränkte jedoch ein: „Unglücklich nur, dass kommentierende Musiktitel sehr betont als Gefühlsverstärker eingesetzt werden. Solche Manipulationen hat die Inszenierung gar nicht nötig, es stört vielmehr und bewirkt so das Gegenteil des gewünschten Effekts […].“
An „gefühlsbetonter Musik“ störte sich auch Harald Hordych in der Süddeutschen, insgesamt ersticke die Highend-Thriller-Melodram-Serie im Overkill: „Lieber ein Effekt zu viel, als einer zu wenig. Jedes Drama auskosten, jede Emotion überpointieren, kein noch so kleines Dramolett verschenken.“
Julia Beautx gewann im Jahr 2023 für ihre Rolle als Vivi Klettmann die Romy als Entdeckung weiblich. Beim Deutschen Fernsehpreis 2023 war die Serie in der Kategorie Bester Mehrteiler nominiert. Nathalie Scharf gewann den Fernsehpreis in der Kategorie Bestes Buch Fiktion für ihre Arbeit an der Serie. Die Serie gewann zudem den Publikumspreis für die Beliebteste Serie beim Blauen Panther 2023.
Abrufzahlen
Mit rund 21 Millionen Sichtungen war die Serie Anfang 2023 die meistgeschaute Serie in der ZDFmediathek.

## Vermarktung
ZDF Studios vermarktet die Serie international unter dem Titel Dear Vivi.